# Lionel Bajart
Lionel Daniel René Bajart (Anderlecht, 14 mei 1979) is een voormalig Belgisch politicus voor Open Vld.

## Levensloop

### Opleiding
Hij behaalde in 2003 een master in de handelswetenschappen aan VLEKHO (heden Katholieke Universiteit Leuven campus Brussel ) en in 2008 een MBA aan de Solvay Business School, beide te Brussel. Hij liep middelbare school aan het College van Melle.

### Loopbaan als ondernemer
Bajart was van 2002 tot 2014 afgevaardigd bestuurder van het ondernemingsbedrijf Halimmo NV in Ganshoren. Van 2009 tot 2011 was hij Business Development Manager voor de accountants- en adviesorganisatie KPMG, van 2010 tot 2011 rechter in handelszaken van de Brusselse afdeling van de Rechtbank van koophandel, van 2011 tot 2013 commercieel directeur voor de financiële adviesverlener Caesar Real Estate Fund NV in Sint-Martens-Latem en van 2013 tot 2014 operationeel directeur van bouwpromotor Prodecom NV in Brugge. Tevens was hij van 2011 tot 2014 zelfstandig adviseur van het consultancybedrijf Gumption BVBA in Ganshoren. Ook was hij van 2017 tot 2019 bestuurder van het apotheekbedrijf H&W Invest. In 2021 werd hij meewerkend vennoot in het adviesbureau Target S.L., dat tevens computerprogramma's ontwerpt en programmeert, en sinds 2024 is hij bestuurder bij Fysl Invest, dat actief is in de uitbating van medisch-esthetische centra.

### Politieke loopbaan
Bajart trad toe tot de Open Vld en werd voor deze partij in 2013 OCMW-raadslid in Ganshoren. Hij bleef dit tot in 2016, toen hij naar Anderlecht verhuisde. Tot 2016 was hij eveneens voorzitter van het Willemsfonds in Ganshoren, waarna hij tot in 2022 voorzitter van het Willemsfonds in Anderlecht was.
Bij de verkiezingen van 25 mei 2014 stond Bajart op de tweede plaats van de Open Vld-lijst voor het Vlaams Parlement voor de kieskring Brussel-Hoofdstad. Hij werd verkozen en ging zetelen in de commissies Cultuur, Jeugd, Sport en Media en Brussel en Vlaamse Rand. In oktober 2018 werd hij in opvolging van Ann Brusseel deelstaatsenator. Bij de verkiezingen van mei 2019 stond Bajart opnieuw op dezelfde positie voor het Vlaams Parlement. Hij werd echter niet herkozen.
Na afloop van zijn parlementaire mandaat was Bajart van 2020 tot 2022 lid van de raad van toezicht van de gewestelijke investeringsmaatschappij finance&invest.brussels.